# 济南第三中学
山东省济南第三中学创建于1948年10月，1978年被山东省教育厅确定为省重点中学，1997年10月被命名为省级规范化学校，1999年7月通过省教委验收成为山东省电化教育示范化学校。济南三中原址为现山东省实验中学，六十年代初曾一度迁往泰安，回济后被安排在现址。学校占地面积26.5亩，总建筑面积21500平方米。分为东西两院，东院为教学区，西院为活动区。学校现有高中教学班51个，在校生3100余名，在职教职工241人。

## 有关事件
- 2015年2月，济南三中被该地一家媒体传出给“贫困山区”友好学校石室中学寄送明信片[1]，引起双方学校学生骂战及两城媒体战[2]。据石室中学校方消息，该校并未收到明信片，而且两校非友好学校。

## 著名校友
- 宋昕冉：SNH48成员